# Temporada 1996 de la NFL
La Temporada 1996 de la NFL fue la 77.ª en la historia de la NFL. En la temporada regular se juegan 16 partidos durante 17 semanas. Posteriormente se juegan los playoffs, que determinan los equipos que se clasificarán para la gran final: el Super Bowl.La temporada finalizó con el Super Bowl XXXI cuando los Green Bay Packers derrotaron a los New England Patriots.

## Temporada regular
V = Victorias, D = Derrotas, E = Empates, CTE = Cociente de victorias [V+(E/2)]/(V+D+E), PF= Puntos a favor, PC = Puntos en contra
| Clasificado para los playoffs |

| New England Patriots(2) | 11 | 5  | 0 | .688 | 418 | 313 |
| Buffalo Bills(4)        | 10 | 6  | 0 | .625 | 319 | 266 |
| Indianapolis Colts(6)   | 9  | 7  | 0 | .563 | 317 | 334 |
| Miami Dolphins          | 8  | 8  | 0 | .500 | 339 | 325 |
| New York Jets           | 1  | 15 | 0 | .063 | 279 | 454 |

| Pittsburgh Steelers(3)  | 10 | 6  | 0 | .625 | 344 | 257 |
| Jacksonville Jaguars(5) | 9  | 7  | 0 | .563 | 325 | 335 |
| Cincinnati Bengals      | 8  | 8  | 0 | .500 | 372 | 369 |
| Houston Oilers          | 8  | 8  | 0 | .500 | 345 | 319 |
| Baltimore Ravens        | 4  | 12 | 0 | .250 | 371 | 441 |

| Denver Broncos(1)  | 13 | 3 | 0  | .813 | 391 | 275 |
| Kansas City Chiefs | 9  | 7 | 0  | .563 | 297 | 300 |
| San Diego Chargers | 8  | 8 | 0  | .500 | 310 | 376 |
| Oakland Raiders    | 7  | 9 | .0 | .438 | 340 | 293 |
| Seattle Seahawks   | 7  | 9 | .0 | .438 | 317 | 376 |

| Dallas Cowboys(3)      | 10 | 6  | 0 | .625 | 286 | 250 |
| Philadelphia Eagles(5) | 10 | 6  | 0 | .625 | 363 | 341 |
| Washington Redskins    | 9  | 7  | 0 | .563 | 364 | 312 |
| Arizona Cardinals      | 7  | 9  | 0 | .438 | 300 | 397 |
| New York Giants        | 6  | 10 | 0 | .375 | 242 | 297 |

| Green Bay Packers(1) | 13 | 3  | 0 | .813 | 456 | 210 |
| Minnesota Vikings(6) | 9  | 7  | 0 | .563 | 298 | 315 |
| Chicago Bears        | 7  | 9  | 0 | .438 | 283 | 305 |
| Tampa Bay Buccaneers | 6  | 10 | 0 | .375 | 221 | 293 |
| Detroit Lions        | 5  | 11 | 0 | .313 | 302 | 368 |

| Carolina Panthers(2)   | 12 | 4  | 0 | .750 | 367 | 218 |
| San Francisco 49ers(4) | 12 | 4  | 0 | .750 | 398 | 257 |
| St. Louis Rams         | 6  | 10 | 0 | .375 | 303 | 409 |
| Atlanta Falcons        | 3  | 13 | 0 | .188 | 309 | 461 |
| New Orleans Saints     | 3  | 13 | 0 | .188 | 229 | 339 |

### Desempates
- Jacksonville fue el segundo comodín de la AFC delante de Indianápolis y Kansas City basado en un mejor registro de la conferencia (7-5  contra 6-6 de los Colts y 5-7 de los Chiefs).
- Indianápolis fue el tercer comodín de la AFC por delante de Kansas City basado en enfrentamientos directos (1-0).
- Cincinnati terminó por delante de Houston en la AFC Central basado en mejores puntos de división netos (19 contra 11 de los Oilers).
- Oakland terminó por delante de Seattle en la AFC Oeste basado en un mejor registro de la división (3-5 contra 2-6 de los Seahawks).
- Dallas terminó por delante de Filadelfia en la NFC Este con base en el mejor registro contra oponentes comunes (8-5 contra 7-6 de los Eagles).
- Minnesota fue el tercer comodín NFC delante de Washington basado en un mejor registro de la conferencia (8-4 contra 6-6 de los Redskins ).
- Carolina terminó por delante de San Francisco en la NFC Oeste basado en enfrentamientos directos (2-0).
- Atlanta terminó por delante de Nueva Orleans en la NFC Oeste basado en enfrentamientos directos (2-0).

## Postemporada
|  | Ronda Wild Card                        | Ronda Wild Card                        | Ronda Wild Card                        |    |               | Ronda divisional               | Ronda divisional               | Ronda divisional               |                                   |                                   | Finales de conferencia            | Finales de conferencia | Finales de conferencia |  |  | Super Bowl | Super Bowl | Super Bowl |
|  |                                        |                                        |                                        |    |               |                                |                                |                                |                                   |                                   |                                   |                        |                        |  |  |            |            |            |
|  | 28 de diciembre – Rich Stadium         | 28 de diciembre – Rich Stadium         | 28 de diciembre – Rich Stadium         |    |               | 4 de enero – Mile High Stadium | 4 de enero – Mile High Stadium | 4 de enero – Mile High Stadium |                                   |                                   |                                   |                        |                        |  |  |            |            |            |
|  | 28 de diciembre – Rich Stadium         | 28 de diciembre – Rich Stadium         | 28 de diciembre – Rich Stadium         |    |               | 4 de enero – Mile High Stadium | 4 de enero – Mile High Stadium | 4 de enero – Mile High Stadium |                                   |                                   |                                   |                        |                        |  |  |            |            |            |
|  | 28 de diciembre – Rich Stadium         | 28 de diciembre – Rich Stadium         | 28 de diciembre – Rich Stadium         |    |               | 4 de enero – Mile High Stadium | 4 de enero – Mile High Stadium | 4 de enero – Mile High Stadium |                                   |                                   |                                   |                        |                        |  |  |            |            |            |
|  | 28 de diciembre – Rich Stadium         | 28 de diciembre – Rich Stadium         | 28 de diciembre – Rich Stadium         |    |               | 4 de enero – Mile High Stadium | 4 de enero – Mile High Stadium | 4 de enero – Mile High Stadium |                                   |                                   |                                   |                        |                        |  |  |            |            |            |
|  | #5                                     | Jacksonville                           | 30                                     |    |               | 4 de enero – Mile High Stadium | 4 de enero – Mile High Stadium | 4 de enero – Mile High Stadium |                                   |                                   |                                   |                        |                        |  |  |            |            |            |
|  | #5                                     | Jacksonville                           | 30                                     | #5 | Jacksonville  | 30                             |                                |                                |                                   |                                   |                                   |                        |                        |  |  |            |            |            |
|  | #4                                     | Buffalo                                | 27                                     | #5 | Jacksonville  | 30                             |                                |                                | 12 de enero - Foxboro Stadium     | 12 de enero - Foxboro Stadium     | 12 de enero - Foxboro Stadium     |                        |                        |  |  |            |            |            |
|  | #4                                     | Buffalo                                | 27                                     | #1 | Denver        | 27                             |                                |                                | 12 de enero - Foxboro Stadium     | 12 de enero - Foxboro Stadium     | 12 de enero - Foxboro Stadium     |                        |                        |  |  |            |            |            |
|  |                                        |                                        |                                        | #1 | Denver        | 27                             |                                |                                | 12 de enero - Foxboro Stadium     | 12 de enero - Foxboro Stadium     | 12 de enero - Foxboro Stadium     |                        |                        |  |  |            |            |            |
|  |                                        |                                        |                                        |    |               |                                |                                |                                | 12 de enero - Foxboro Stadium     | 12 de enero - Foxboro Stadium     | 12 de enero - Foxboro Stadium     |                        |                        |  |  |            |            |            |
|  | 29 de diciembre – Three Rivers Stadium | 29 de diciembre – Three Rivers Stadium | 29 de diciembre – Three Rivers Stadium | #5 | Jacksonville  | 6                              |                                |                                |                                   |                                   |                                   |                        |                        |  |  |            |            |            |
|  | 29 de diciembre – Three Rivers Stadium | 29 de diciembre – Three Rivers Stadium | 29 de diciembre – Three Rivers Stadium | #5 | Jacksonville  | 6                              | 5 de enero – Foxboro Stadium   |                                |                                   |                                   |                                   |                        |                        |  |  |            |            |            |
|  | 29 de diciembre – Three Rivers Stadium | 29 de diciembre – Three Rivers Stadium | 29 de diciembre – Three Rivers Stadium |    | #2            | New England                    | 20                             |                                |                                   |                                   |                                   |                        |                        |  |  |            |            |            |
|  | 29 de diciembre – Three Rivers Stadium | 29 de diciembre – Three Rivers Stadium | 29 de diciembre – Three Rivers Stadium |    | #2            | New England                    | 20                             |                                |                                   |                                   |                                   |                        |                        |  |  |            |            |            |
|  | #6                                     | Indianapolis                           | 14                                     |    |               |                                |                                |                                |                                   |                                   |                                   |                        |                        |  |  |            |            |            |
|  | #6                                     | Indianapolis                           | 14                                     | #3 | Pittsburgh    | 3                              |                                |                                |                                   |                                   |                                   |                        |                        |  |  |            |            |            |
|  | #3                                     | Pittsburgh                             | 42                                     | #3 | Pittsburgh    | 3                              |                                |                                | 26 de enero – Louisiana Superdome | 26 de enero – Louisiana Superdome | 26 de enero – Louisiana Superdome |                        |                        |  |  |            |            |            |
|  | #3                                     | Pittsburgh                             | 42                                     | #2 | New England   | 28                             |                                |                                | 26 de enero – Louisiana Superdome | 26 de enero – Louisiana Superdome | 26 de enero – Louisiana Superdome |                        |                        |  |  |            |            |            |
|  |                                        |                                        |                                        | #2 | New England   | 28                             |                                |                                |                                   | 26 de enero – Louisiana Superdome | 26 de enero – Louisiana Superdome |                        |                        |  |  |            |            |            |
|  |                                        |                                        |                                        |    |               |                                |                                |                                |                                   | 26 de enero – Louisiana Superdome | 26 de enero – Louisiana Superdome |                        |                        |  |  |            |            |            |
|  | 28 de diciembre – Texas Stadium        | 28 de diciembre – Texas Stadium        | 28 de diciembre – Texas Stadium        | A2 | New England   | 21                             |                                |                                |                                   |                                   |                                   |                        |                        |  |  |            |            |            |
|  | 28 de diciembre – Texas Stadium        | 28 de diciembre – Texas Stadium        | 28 de diciembre – Texas Stadium        | A2 | New England   | 21                             | 5 de enero – Ericsson Stadium  |                                |                                   |                                   |                                   |                        |                        |  |  |            |            |            |
|  | 28 de diciembre – Texas Stadium        | 28 de diciembre – Texas Stadium        | 28 de diciembre – Texas Stadium        |    | N1            | Green Bay                      | 35                             |                                |                                   |                                   |                                   |                        |                        |  |  |            |            |            |
|  | 28 de diciembre – Texas Stadium        | 28 de diciembre – Texas Stadium        | 28 de diciembre – Texas Stadium        |    | N1            | Green Bay                      | 35                             |                                |                                   |                                   |                                   |                        |                        |  |  |            |            |            |
|  | #6                                     | Minnesota                              | 15                                     |    |               |                                |                                |                                |                                   |                                   |                                   |                        |                        |  |  |            |            |            |
|  | #6                                     | Minnesota                              | 15                                     | #3 | Dallas        | 17                             |                                |                                |                                   |                                   |                                   |                        |                        |  |  |            |            |            |
|  | #3                                     | Dallas                                 | 40                                     | #3 | Dallas        | 17                             |                                |                                | 12 de enero - Lambeau Field       | 12 de enero - Lambeau Field       | 12 de enero - Lambeau Field       |                        |                        |  |  |            |            |            |
|  | #3                                     | Dallas                                 | 40                                     | #2 | Carolina      | 26                             |                                |                                | 12 de enero - Lambeau Field       | 12 de enero - Lambeau Field       | 12 de enero - Lambeau Field       |                        |                        |  |  |            |            |            |
|  |                                        |                                        |                                        | #2 | Carolina      | 26                             |                                |                                | 12 de enero - Lambeau Field       | 12 de enero - Lambeau Field       | 12 de enero - Lambeau Field       |                        |                        |  |  |            |            |            |
|  |                                        |                                        |                                        |    |               |                                |                                |                                | 12 de enero - Lambeau Field       | 12 de enero - Lambeau Field       | 12 de enero - Lambeau Field       |                        |                        |  |  |            |            |            |
|  | 29 de diciembre – Candlestick Park     | 29 de diciembre – Candlestick Park     | 29 de diciembre – Candlestick Park     | #2 | Carolina      | 13                             |                                |                                |                                   |                                   |                                   |                        |                        |  |  |            |            |            |
|  | 29 de diciembre – Candlestick Park     | 29 de diciembre – Candlestick Park     | 29 de diciembre – Candlestick Park     | #2 | Carolina      | 13                             | 4 de enero – Lambeau Field     |                                |                                   |                                   |                                   |                        |                        |  |  |            |            |            |
|  | 29 de diciembre – Candlestick Park     | 29 de diciembre – Candlestick Park     | 29 de diciembre – Candlestick Park     |    | #1            | Green Bay                      | 30                             |                                |                                   |                                   |                                   |                        |                        |  |  |            |            |            |
|  | 29 de diciembre – Candlestick Park     | 29 de diciembre – Candlestick Park     | 29 de diciembre – Candlestick Park     |    | #1            | Green Bay                      | 30                             |                                |                                   |                                   |                                   |                        |                        |  |  |            |            |            |
|  | #5                                     | Philadelphia                           | 0                                      |    |               |                                |                                |                                |                                   |                                   |                                   |                        |                        |  |  |            |            |            |
|  | #5                                     | Philadelphia                           | 0                                      | #4 | San Francisco | 14                             |                                |                                |                                   |                                   |                                   |                        |                        |  |  |            |            |            |
|  | #4                                     | San Francisco                          | 14                                     | #4 | San Francisco | 14                             |                                |                                |                                   |                                   |                                   |                        |                        |  |  |            |            |            |
|  | #4                                     | San Francisco                          | 14                                     | #1 | Green Bay     | 35                             |                                |                                |                                   |                                   |                                   |                        |                        |  |  |            |            |            |
|  |                                        |                                        |                                        | #1 | Green Bay     | 35                             |                                |                                |                                   |                                   |                                   |                        |                        |  |  |            |            |            |

- Local en cada partido: El local en cada partido es el equipo mejor clasificado, el equipo de abajo en el cuadro, excepto en el Super Bowl que es un estadio neutral.

## Premios anuales
Al final de temporada se entregan diferentes premios reconociendo el valor del jugador durante la temporada entera.
| Premio                     | Ganador        | Posición      | Equipo              |
| -------------------------- | -------------- | ------------- | ------------------- |
| Jugador más valioso        | Brett Favre    | Quarterback   | Green Bay Packers   |
| Jugador ofensivo del año   | Terrell Davis  | Running back  | Denver Broncos      |
| Jugador defensivo del año  | Bruce Smith    | Defensive end | Buffalo Bills       |
| Entrenador del año         | Dom Capers     | Head Coach    | Carolina Panthers   |
| Novato ofensivo del año    | Eddie George   | Running back  | Houston Oilers      |
| Novato defensivo del año   | Simeon Rice    | Defensive end | Arizona Cardinals   |
| Regreso del año            | Jerome Bettis  | Running back  | Pittsburgh Steelers |
| Hombre del Año             | Darrell Green  | Cornerback    | Washington Redskins |
| Jugador más valioso del SB | Desmond Howard | Kicker/Punter | Green Bay Packers   |